# 長谷山彰
長谷山 彰（はせやま あきら、1952年11月22日 - ）は、日本の法制史学者。専攻は、日本法制史。学位は、法学博士（慶應義塾大学）。前学校法人慶應義塾長・慶應義塾大学長。学校法人慶應義塾学事顧問、慶應義塾大学名誉教授。
2022年4月1日、国立大学法人北海道国立大学機構の初代理事長として就任した。

## 経歴
1952年に秋田県秋田市で生まれ、宮城県仙台市で育った。宮城県仙台第一高等学校を経て、1975年に慶應義塾大学法学部法律学科、1979年に同大学文学部史学科を卒業した。1984年に慶應義塾大学大学院文学研究科史学専攻博士課程単位取得満期退学となる。
1987年から駿河台大学法学部専任講師、助教授を経て、1994年に教授に昇格。1997年に慶應義塾大学文学部教授に就任した。その後、同大学の相撲部長、学生総合センター長、学生部長、大学附属研究所斯道文庫長を歴任し、2007年から文学部長、2009年に清家篤慶應義塾長のもとで、常任理事を務めた。2017年5月28日から2021年5月27日まで慶應義塾長。2021年6月から慶應義塾学事顧問に就任。2022年2月、全日本大学野球連盟の会長と日本学生野球協会の副会長に就任。
同年4月1日、北海道国立大学機構理事長就任。

## 人物
趣味は史跡巡り、映画鑑賞。また、慶大相撲部長を務めたほどの好角家でもある。

## 研究
1988年に『律外科刑の基礎的研究』で慶應義塾大学より法学博士の学位を取得した。法制史上の制定法と慣習法の関係や日本の前近代の裁判制度を日中の制度的比較によって研究している。三田史学会、法制史学会、日本古文書学会などで活動した。

## 栄典
- イギリス:大英帝国勲章MBE - （2022年）[11]

## 著書
- 『法史学の諸問題』利光三津夫編著、慶應通信、1987年。ISBN 4766403703
- 『律令外古代法の研究』慶應通信、1990年。ISBN 476640453X
- 『日本古代史叢説』村山光一編著、慶應通信、1992年。ISBN 4766405153
- 『新裁判の歴史』利光三津夫共著、成文堂、1997年。ISBN 4792302692
- 『政治と宗教の古代史』三田古代史研究会編、慶應義塾大学出版会、2004年。ISBN 4766410793
- 『日本古代の法と裁判』創文社、2004年。ISBN 4423740869
- 『律令法とその周辺』國學院大學日本文化研究所編、汲古書院、2004年。ISBN 4762941662
- 『律令制国家と古代社会』吉村武彦編、塙書房、2005年。ISBN 482731196X
- 『体育研究所新棟完成記念フォーラム報告書』慶應義塾大学体育研究所編、2009年。全国書誌番号:21554113、NCID BA89069306
- 『法制と社会の古代史』三田古代史研究会編、慶應義塾大学出版会、2015年。ISBN 9784766422306、NCID BB18791519
- 『日本古代史──法と政治と人と』慶應義塾大学出版会、2016年。ISBN 9784766423280、NCID BB21192181